# Esquí de fons als Jocs Olímpics d'hivern de 1956
Als Jocs Olímpics d'Hivern de 1956 celebrats a la ciutat de Cortina d'Ampezzo (Itàlia) es disputaren sis proves d'esquí de fons, quatre en categoria masculina i dues en categoria femenina. En aquesta edició s'incorporà a la competició la prova masculina dels 30 quilòmetres i la prova femenina dels relleus 3x5 quilòmetres. Així mateix, la prova masculina de 15 quilòmetres es convertí a partir d'aquesta edició en la prova de 18 quilòmetres.
Les proves es realitzaren entre els dies 27 i 4 de febrer de 1956 a les instal·lacions esportives de Cortina d'Ampezzo.

## Resum de medalles

### Categoria masculina
| Prova                   | Or                                                                               | Argent                                                                       | Bronze                                                                         |
| 18 km Detalls           | Hallgeir Brenden                                                                 | Sixten Jernberg                                                              | Pàvel Koltxin                                                                  |
| 30 km Detalls           | Veikko Hakulinen                                                                 | Sixten Jernberg                                                              | Pàvel Koltxin                                                                  |
| 50 km Detalls           | Sixten Jernberg                                                                  | Veikko Hakulinen                                                             | Fiódor Teréntiev                                                               |
| 4x10 km relleus Detalls | Unió SovièticaFiódor Teréntiev · Pàvel Koltxin · Nikolai Anikin · Vladímir Kuzin | FinlàndiaAugust Kiuru · Jorma Kortelainen · Arvo Viitanen · Veikko Hakulinen | SuèciaLennart Larsson · Gunnar Samuelsson · Per-Erik Larsson · Sixten Jernberg |

### Categoria femenina
| Prova                  | Or                                                          | Argent                                                              | Bronze                                                    |
| 10 km Detalls          | Liubov Kózireva                                             | Ràdia Ieróixina                                                     | Sonja Edström                                             |
| 3x5 km relleus Detalls | FinlàndiaSirkka Polkunen · Mirja Hietamies · Siiri Rantanen | Unió SovièticaLiubov Kózireva · Alevtina Kóltxina · Ràdia Ieróixina | SuèciaIrma Johansson · Anna-Lisa Eriksson · Sonja Edström |

## Medaller
| Posició | País           | Or | Argent | Bronze | Total |
| 1       | Unió Soviètica | 2  | 2      | 3      | 7     |
| 2       | Finlàndia      | 2  | 2      | 0      | 4     |
| 3       | Suècia         | 1  | 2      | 3      | 6     |
| 4       | Noruega        | 1  | 0      | 0      | 1     |
|         |                |    |        |        |       |
| Total   | Total          | 6  | 6      | 6      | 18    |